# Halové mistrovství světa v pozemním hokeji 2007

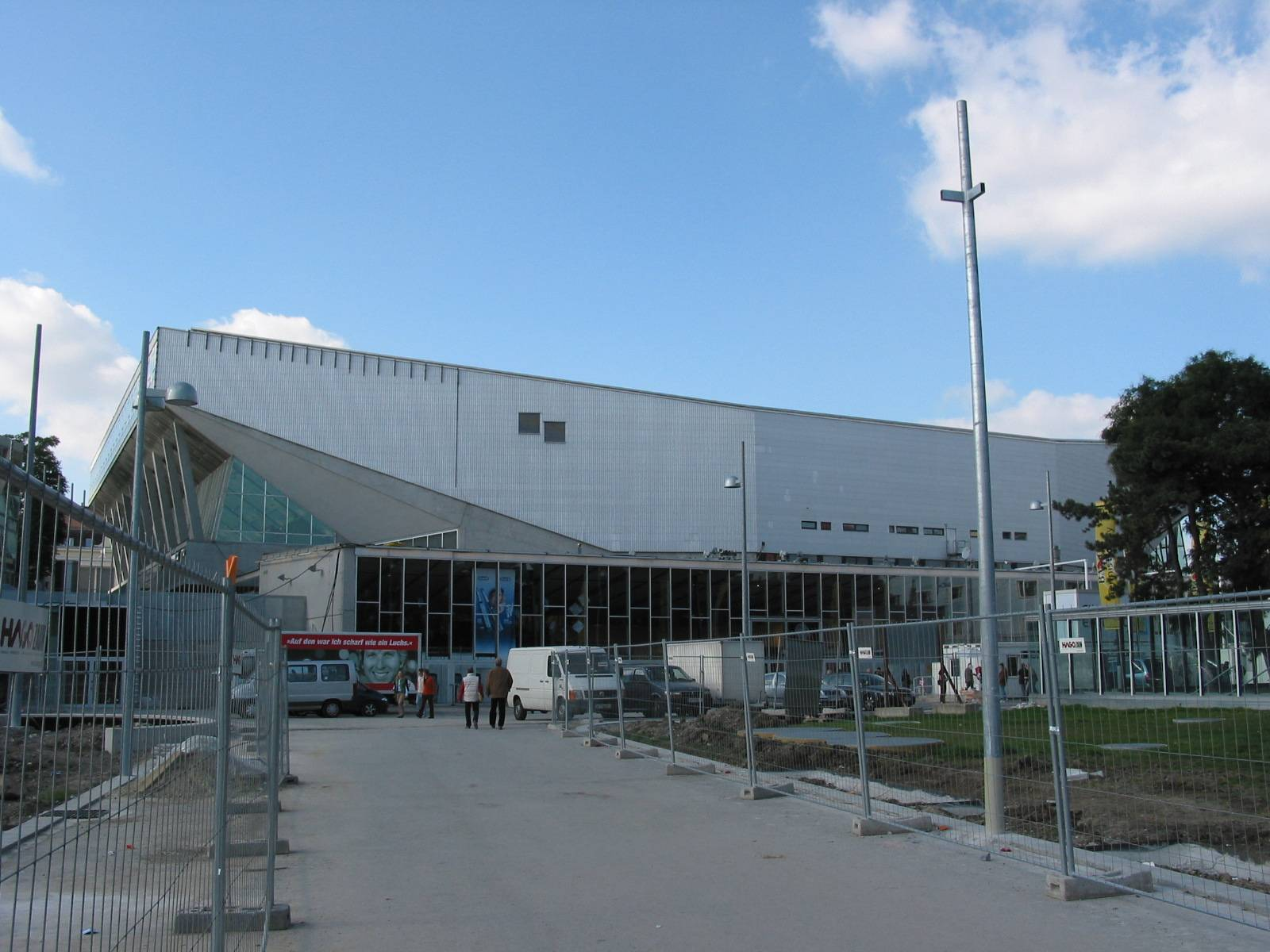
Místo konání halového mistrovství světa v pozemním hokeji 2007

2. Halové mistrovství světa v pozemním hokeji se uskutečnilo ve dnech 14. - 18. února 2007 v Městské hale (Wiener Stadthalle) ve Vídni a zahrnovalo turnaj mužů i turnaj žen.

## Program soutěží
Obou turnajů se zúčastnilo 12 týmů, které byly rozděleny do 2 šestičlenných skupin ve kterých se hrálo způsobem jeden zápas každý s každým a poté týmy na 1. a 2. místě ve skupinách postoupily do semifinále. Týmy na 3. místě hrály zápas o 5. místo, týmy na 4. místě hrály o 7. místo, na 5. místě o 9. místo a na 6. místě o 11. místo.

## Turnaj mužů

### Skupina A
- 14. února
- Trinidad a Tobago - Německo 2:9
- Švýcarsko - Česko 4:6
- Rusko - Austrálie 4:8
- Německo - Česko 3:2
- Švýcarsko - Austrálie 4:3
- Trinidad a Tobago - Rusko 2:9
- 15. února
- Česko - Austrálie 7:2
- Německo - Rusko 8:2
- Švýcarsko - Trinidad a Tobago 6:1
- Česko - Rusko 5:4
- Německo - Švýcarsko 8:2
- Austrálie - Trinidad a Tobago 5:1
- 16. února
- Rusko - Švýcarsko 12:6
- Česko - Trinidad a Tobago 6:1
- Austrálie - Německo 1:5

| Poř. | Tým               | Z | V | R | P | VG | OG | B  |
| ---- | ----------------- | - | - | - | - | -- | -- | -- |
| 1.   | Německo           | 5 | 5 | 0 | 0 | 33 | 9  | 15 |
| 2.   | Česko             | 5 | 4 | 0 | 1 | 26 | 14 | 12 |
| 3.   | Rusko             | 5 | 2 | 0 | 3 | 31 | 29 | 6  |
| 4.   | Austrálie         | 5 | 2 | 0 | 3 | 19 | 21 | 6  |
| 5.   | Švýcarsko         | 5 | 2 | 0 | 3 | 22 | 30 | 6  |
| 6.   | Trinidad a Tobago | 5 | 0 | 0 | 5 | 7  | 35 | 0  |

### Skupina B
- 14. února
- Rakousko - Itálie 5:3
- Kanada - Polsko 0:9
- Španělsko - Jihoafrická republika 6:1
- Španělsko - Kanada 8:4
- Rakousko - Jihoafrická republika 11:1
- 15. února
- Polsko - Itálie 8:0
- Kanada - Rakousko 4:7
- Španělsko - Polsko 2:6
- Itálie - Jihoafrická republika 7:4
- Rakousko - Španělsko 4:6
- 16. února
- Itálie - Kanada 2:5
- Jihoafrická republika - Polsko 2:9
- Jihoafrická republika - Kanada 3:5
- Itálie - Španělsko 3:8
- Polsko - Rakousko 4:4

| Poř. | Tým          | Z | V | R | P | VG | OG | B  |
| ---- | ------------ | - | - | - | - | -- | -- | -- |
| 1.   | Polsko       | 5 | 4 | 1 | 0 | 36 | 8  | 13 |
| 2.   | Španělsko    | 5 | 4 | 0 | 1 | 30 | 18 | 12 |
| 3.   | Rakousko     | 5 | 3 | 1 | 1 | 31 | 18 | 10 |
| 4.   | Kanada       | 5 | 2 | 0 | 3 | 18 | 29 | 6  |
| 5.   | Itálie       | 5 | 1 | 0 | 4 | 15 | 30 | 3  |
| 6.   | Jižní Afrika | 5 | 0 | 0 | 5 | 11 | 38 | 0  |

### Zápas o 11. místo
- 17. února
- Trinidad a Tobago - Jihoafrická republika 2:4

### Zápas o 9. místo
- 17. února
- Švýcarsko - Itálie 3:3 po prodloužení, 3:1 na penalty

### Zápas o 7. místo
- 17. února
- Austrálie - Kanada 4:5

### Zápas o 5. místo
- 18. února
- Rusko - Rakousko 6:2

## Schéma zápasů o medaile v turnaji mužů
Oba semifinálové zápasy se odehrály 17. února, finále a zápas o 3. místo se pak odehrály 18. února.
|  | Semifinále | Semifinále | Semifinále |  |  | Finále      | Finále      | Finále      |
|  |            |            |            |  |  |             |             |             |
|  | 1.B        | Polsko     | 4          |  |  |             |             |             |
|  | 2.A        | Česko      | 2          |  |  |             |             |             |
|  |            |            |            |  |  | 1.B         | Polsko      | 1           |
|  |            |            |            |  |  | 1.A         | Německo     | 4           |
|  | 1.A        | Německo    | 3          |  |  |             |             |             |
|  | 2.B        | Španělsko  | 2          |  |  | Třetí místo | Třetí místo | Třetí místo |
|  |            |            |            |  |  | 2.A         | Česko       | 1           |
|  |            |            |            |  |  | 2.B         | Španělsko   | 3           |

## Konečné pořadí turnaje mužů
| Poř. | Tým               |
| ---- | ----------------- |
| 1.   | Německo           |
| 2.   | Polsko            |
| 3.   | Španělsko         |
| 4.   | Česko             |
| 5.   | Rusko             |
| 6.   | Rakousko          |
| 7.   | Kanada            |
| 8.   | Austrálie         |
| 9.   | Švýcarsko         |
| 10.  | Itálie            |
| 11.  | Jižní Afrika      |
| 12.  | Trinidad a Tobago |

## Turnaj žen

### Skupina A
- 14. února
- Česko - Ukrajina 2:7
- Skotsko - Itálie 6:5
- Austrálie - Německo 0:12
- Česko - Austrálie 1:4
- Ukrajina - Skotsko 10:4
- Německo - Itálie 13:1
- 15. února
- Skotsko - Austrálie 2:2
- Německo - Česko 8:2
- Itálie - Ukrajina 3:5
- Austrálie - Itálie 5:3
- Ukrajina - Německo 2:10
- Skotsko - Česko 5:1
- Ukrajina - Austrálie 8:5
- Německo - Skotsko 13:0
- Itálie - Česko 1:1

| Poř. | Tým       | Z | V | R | P | VG | OG | B  |
| ---- | --------- | - | - | - | - | -- | -- | -- |
| 1.   | Německo   | 5 | 5 | 0 | 0 | 56 | 5  | 15 |
| 2.   | Ukrajina  | 5 | 4 | 0 | 1 | 32 | 24 | 12 |
| 3.   | Austrálie | 5 | 2 | 1 | 2 | 16 | 26 | 7  |
| 4.   | Skotsko   | 5 | 2 | 1 | 2 | 17 | 31 | 7  |
| 5.   | Itálie    | 5 | 0 | 1 | 4 | 13 | 30 | 1  |
| 6.   | Česko     | 5 | 0 | 1 | 4 | 7  | 25 | 1  |

### Skupina B
- 14. února
- Bělorusko - Kanada 6:3
- Nizozemsko - Rakousko 6:2
- Jihoafrická republika - Španělsko 2:4
- Jihoafrická republika - Nizozemsko 2:4
- Rakousko - Kanada 4:2
- 15. února
- Bělorusko - Španělsko 1:3
- Nizozemsko - Kanada 4:2
- Španělsko - Rakousko 5:3
- Bělorusko - Jihoafrická republika 7:1
- Rakousko - Jihoafrická republika 5:0
- 16. února
- Kanada - Španělsko 0:2
- Nizozemsko - Bělorusko 5:2
- Španělsko - Nizozemsko 3:5
- Rakousko - Bělorusko 2:3
- Kanada - Jihoafrická republika 4:3

| Poř. | Tým          | Z | V | R | P | VG | OG | B  |
| ---- | ------------ | - | - | - | - | -- | -- | -- |
| 1.   | Nizozemsko   | 5 | 5 | 0 | 0 | 24 | 11 | 15 |
| 2.   | Španělsko    | 5 | 4 | 0 | 1 | 17 | 11 | 12 |
| 3.   | Bělorusko    | 5 | 3 | 0 | 2 | 19 | 14 | 9  |
| 4.   | Rakousko     | 5 | 2 | 0 | 3 | 16 | 16 | 6  |
| 5.   | Kanada       | 5 | 1 | 0 | 4 | 11 | 19 | 3  |
| 6.   | Jižní Afrika | 5 | 0 | 0 | 5 | 8  | 24 | 0  |

### Zápas o 11. místo
- 17. února
- Česko - Jihoafrická republika 5:1

### Zápas o 9. místo
- 17. února
- Itálie - Kanada 2:2 po prodloužení, 2:3 na penalty

### Zápas o 7. místo
- 17. února
- Skotsko - Rakousko 1:3

### Zápas o 5. místo
- 18. února
- Austrálie - Bělorusko 4:5

## Schéma zápasů o medaile v turnaji žen
Oba semifinálové zápasy se odehrály 17. února, finále a zápas o 3. místo se pak odehrály 18. února.
|  | Semifinále | Semifinále | Semifinále |  |  | Finále      | Finále      | Finále      |
|  |            |            |            |  |  |             |             |             |
|  | 1.B        | Nizozemsko | 8          |  |  |             |             |             |
|  | 2.A        | Ukrajina   | 0          |  |  |             |             |             |
|  |            |            |            |  |  | 1.B         | Nizozemsko  | 4           |
|  |            |            |            |  |  | 2.B         | Španělsko   | 2           |
|  | 1.A        | Německo    | 3          |  |  |             |             |             |
|  | 2.B        | Španělsko  | 4          |  |  | Třetí místo | Třetí místo | Třetí místo |
|  |            |            |            |  |  | 2.A         | Ukrajina    | 2           |
|  |            |            |            |  |  | 1.A         | Německo     | 5           |

## Konečné pořadí turnaje žen
| Poř. | Tým          |
| ---- | ------------ |
| 1.   | Nizozemsko   |
| 2.   | Španělsko    |
| 3.   | Německo      |
| 4.   | Ukrajina     |
| 5.   | Bělorusko    |
| 6.   | Austrálie    |
| 7.   | Rakousko     |
| 8.   | Skotsko      |
| 9.   | Kanada       |
| 10.  | Itálie       |
| 11.  | Česko        |
| 12.  | Jižní Afrika |